# Hofball in Schönbrunn
Hofball in Schönbrunn ist eine Operette in einem Vorspiel und drei Akten von August Pepöck. Das Libretto verfasste Josef Wenter. Die Gesangstexte steuerte Bruno Hardt-Warden bei. Uraufführung war am 3. September 1937 in Wien.

## Orchester
Zwei Flöten, eine Oboe, zwei Klarinetten, ein Saxofon, ein Fagott, drei Hörner, zwei Trompeten, drei Posaunen, eine Basstuba, ein Banjo, eine Gitarre, eine Harfe, eine Celesta, ein Klavier, Schlagwerk und Streicher

## Ort, Zeit und Bühnenbilder
Die Operette hat einen historischen Hintergrund, nimmt es aber mit den geschichtlichen Fakten nicht sehr genau. Sie spielt 1830 in Wien. Bild 1 (Vorspiel) zeigt die Bühne der Hofoper, Bild 2 (Akt I) die Theatergarderobe der Fanny Elßler, Bild 3 (Akt II) einen Salon im Schloss Schönbrunn und Bild 4 (Akt III) den Ballsaal in diesem Schloss.

## Handlung
Der junge Napoleon Franz, Sohn Napoléons I., wurde zum Herzog von Reichstadt ernannt und lebt nun im Schloss Schönbrunn wie in einem goldenen Käfig. Er träumt davon, wie sein Vater einmal Kaiser von Frankreich zu werden. Seine Pläne sind selbst dem österreichischen Kaiser und dessen Staatskanzler nicht verborgen geblieben. Also muss alles getan werden, ihn von seinen Absichten abzubringen. Als Werkzeug dazu soll die hübsche, erst 20-jährige Primaballerina der Wiener Hofoper, Fanny Elßler, herhalten. Obwohl beide nur als Spielball in der großen Politik fungieren, wird aus dem Spiel bald Ernst. Sie verlieben sich aufrichtig ineinander. 
Napoleon Franz will die ausgelassene Stimmung beim Hofball im Schloss Schönbrunn dazu nutzen, nach Frankreich zu fliehen. Ein paar kaisertreue Freunde helfen ihm bei den Vorbereitungen. Auch Fanny ist in die Pläne eingeweiht und will mit ihrem Geliebten das Land verlassen. Zum Unglück der beiden gibt es bei den Verschwörern eine undichte Stelle, was dazu beiträgt, dass Staatskanzler Metternich alle Details des Fluchtplanes zugetragen werden.
Kaum hat Napoleon Franz das Schloss verlassen, wird er auch schon von Metternichs Häschern ergriffen. Sie zwingen ihn, sofort auf den Ball zurückzukehren. Als er sich dort mit seiner Geliebten im Dreivierteltakt wiegt, ahnt Fanny, dass dies ihr letzter gemeinsamer Walzer sein wird. Der Staatskanzler verfügt, dass Fanny gleich am nächsten Tag nach London fahren muss.

## Musikalische Höhepunkte
- Schönste Frau von Wien (Walzerlied)
- Ich kenn’ einen Offizier (Duett)
- Lass dich noch einmal umarmen, mein Lieb (Duett)
- O sieh, Geliebte, wie ruhet das Meer (Tango)
- Mädel, die Lieb’ kommt im Polkaschritt (Duett)